# マルコ・アルナウトヴィッチ
- マルコ・アルナウトヴィッチ
- マルコ・アルナウトビッチ
- マルコ・アーナウトヴィッツ

マルコ・アルナウトヴィッチ（セルビア語: Марко Арнаутовић、ドイツ語: Marko Arnautović、1989年4月19日 - ）は、オーストリア・ウィーン出身のサッカー選手。セルビア・スーペルリーガ・レッドスター・ベオグラード所属。オーストリア代表。ポジションはFW。オーストリア代表最多出場記録保持者。

## 経歴
母国オーストリアではウィーンのフローリツドルファーACで育ち、2006年よりオランダのFCトゥウェンテへ移籍。初年度の2006-07シーズンは主にリザーブチームでプレーし、12ゴールをマーク。同シーズン中トップチームに昇格し4月、PSVアイントホーフェン戦でケネディ・バキルジョールに代わり出場しトップデビューを果たす。
2007-08シーズンは徐々に出場機会を増やし、14試合に出場。得点は無かったがアヤックス相手にズラタン・イブラヒモビッチばりのキープから絶妙のスルーパスをブレイズ・ヌクフォに通し得点をアシストしている。2008-09シーズンは自己最多の28試合に出場し12ゴールを記録。トゥウェンテのエールディヴィジ2位に貢献した。
2009年8月6日、セリエAのインテルナツィオナーレ・ミラノへ買い取りオプション付きでレンタル移籍。しかし選手層の厚さもあって、チームは三冠を達成するも出場機会には恵まれなかった。結局インテルは買い取りオプションを行使せず去就が注目されたが、2010年6月4日にブレーメンへ共同保有で移籍した。ブレーメンでは2桁得点を挙げたシーズンはなかったものの、コンスタントに出場機会を得た。一方で、トーマス・シャーフ監督（当時）やクラウス・アロフス・ゼネラルマネージャー（当時）を平然と批判したり、ソクラティス・パパスタソプーロスと練習中に殴り合ったり、スピード違反で捕まったりとピッチ外での話題が目立った。
2013年9月2日、ストーク・シティFCへの移籍が発表された。
2017年7月22日、ウェストハム・ユナイテッドFCと5年契約を結び、移籍金は公表していないものの、クラブ歴代最高額であると発表した。
2019年7月8日、中国・スーパーリーグの上海上港へ完全移籍することを発表した。契約期間と移籍金は明かされていない。背番号は7番。
2021年8月1日、ボローニャFCへの移籍が発表された。
2023年8月16日、インテルナツィオナーレ・ミラノに条件達成で買取義務の生じるレンタルで移籍、13年ぶりに復帰した。2023-24シーズンは、ラウタロ・マルティネスとマルクス・テュラムの控えに回わり途中出場が殆どであったが、リーグ戦27試合5ゴール3アシストを記録し、チームはセリエA優勝を果たした。
2025年7月21日、レッドスター・ベオグラードと2年契約を締結した。

## 代表歴
オーストリア代表では各世代別代表を経験後、2008年10月11日にフェロー諸島戦でA代表初出場を記録した。2010年10月8日のEURO2012予選、アゼルバイジャン戦で代表初得点を含む2得点を挙げた。
2021年5月、EURO2020に出場するオーストリア代表に選出された。2021年6月13日、EURO2020グループCの北マケドニア戦でオーストリアの3点目のゴールを決めた後、アルバニア系人の北マケドニア代表、アリオスキを人種差別的な言葉で侮辱した。欧州サッカー連盟は調査に乗り出した後、1試合の出場停止処分を下った。
2022年6月5日、UEFAネーションズリーグのデンマーク代表戦にて、オーストリア代表における通算100試合出場を達成した。

## プレースタイル
バルカン半島にルーツを持ち、また長身で足下も柔らかく、フィジカルもそこそこあるため、国籍は違えどズラタン・イブラヒモビッチに比較される事がある。しかも、本人は「プレースタイルが似ているから、プレッシャーにならないし、比べてもらって大いに結構」と述べている。ブレーメンに入団早々、当時のキャプテンであるトルステン・フリンクスからお灸をすえられた逸話がある。

## 人物
- 前述のバルカン半島にルーツを持ち、父親がセルビア人で母親はオーストリア人である。ドイツ語・セルビア語・オランダ語・英語の4か国語を操るマルチリンガルでもある。[要出典]
- 上上記の理由から、ロシアW杯欧州予選のセルビア戦ではゴールセレブレーションを行わなかった。[要出典]
- 3歳年上の兄ダニエルもアマチュアとして活躍しているサッカー選手である。

## タイトル

### クラブ
インテル
- セリエA：2 (2009-10, 2023-24)
- コッパ・イタリア：1 (2009-10)
- スーペルコッパ・イタリアーナ：1（2023）
- UEFAチャンピオンズリーグ：1 (2009-10)